# 朱治
朱 治（しゅ ち、156年 - 224年）は、中国後漢末から三国時代の人物。字は君理。揚州丹陽郡故鄣県（現在の浙江省安吉県）の人。子は朱才・朱紀・朱緯・朱万歳。養子（姉の子）は朱然。孫は朱琬。『三国志』呉志に伝がある。
孫堅・孫策・孫権と孫家三代に仕え、呉の創業を支えた歴戦の武将の一人。

## 生涯
県の文官役人となり、孝廉に推挙され、州の従事となった。当時勢力拡大しつつあった孫堅の配下の将になり、中平5年（188年）に司馬となり、その後、不服従の民の討伐や周朝・蘇馬らの討伐で功績を挙げたので、孫堅の上奏により都尉となった。董卓討伐連合軍に参加した孫堅の軍に従軍し、陽人で董卓軍を破り、洛陽に入った。孫堅の上奏により朱治は督軍校尉となった。孫堅は軍団の一部から歩兵と騎兵を割いて朱治に率いさせ、黄巾軍の残党討伐のために徐州の陶謙の元へ援軍として派遣した。
孫堅の死後、朱治は長男の孫策を輔佐し、ともに袁術に身を寄せた。袁術が道に外れた振る舞いをとるようになると、朱治は孫策に対し、江東を平定して基盤を持ち独立すべきことを進言した。
当時、曲阿にいた揚州刺史の劉繇は孫策が袁術の命令で廬江を攻撃したことを知り、丹陽には孫策の叔父である呉景がいたことから、袁術と孫策が自分を攻撃するのではないかと恐れ、反目するようになった。孫策の一家眷属が全て曲阿にいたことから、朱治は使いをやって孫策の母と弟達を迎えにやらせ、鄭重に保護した。この頃孫氏の一家と深い友情を築いた。
朱治はこれより以前、寿春に抑留されていた漢王朝の太傅馬日磾の府に招かれ属官となり、呉郡の都尉に昇進していたため、一軍を率いて銭唐から呉郡に向かい、これを阻もうとした太守の許貢と由拳で一戦し、これを大破した。許貢は南にいる不服従民の厳虎を頼り落ち延びたため、朱治は呉郡の役所に入り太守の職務を遂行した。孫策は劉繇を破った後に会稽まで征服した。当時、朱治には子がなかったため、姉の子（朱然）を養子に迎えることを許可されている。
孫権が15歳の時、朱治は孫氏の子弟の後見として孫権を孝廉に推挙した、この後も孫権の弟の孫翊を孝廉に推挙した。孫策が早世すると、跡を継いだ孫権を張昭達とともに支えた。孫権は建安7年（202年）に上奏し、朱治を正式に呉郡太守とし扶義将軍の職務を任せ、奉邑として婁・由拳・無錫・毗陵を与え、代官により統治させた。
異民族や山越を討伐し、東南地域を安定させた。また、黄巾軍残党の陳敗や万秉を討伐した。
性急で感情のままに振舞っていた孫翊に対し、道義を説いて教え諭した。建安13年（208年）、荊州を曹操が支配するようになると、豫章太守の孫賁は曹操に人質を差し出し帰順しようとしたが、これを説得して思い留まらせた。
黄武元年（222年）に毗陵侯に封じられたが、呉郡太守としての地位は元のままとされた。黄武2年（223年）には安国将軍に任命され、金印紫綬を与えられた。同時に故郷である故鄣に移封となった。
配下の役人にも個人的な目通りを許したという。朱治の仕事を軽減するため、役人を派遣し太守の職務の一部を代行させたため、朱治は4県の租税の仕事をすればよいことになった。呉郡の役所には、有力豪族の子弟たちと呉の四姓などが多数出仕し、郡の役人は数千人にもなり、朱治が孫権にご機嫌伺いの使者を派遣するときは数百人にも昇った。朱治は郡からの貢物を毎年欠かすことなく、孫権も朱治に手厚い返礼を与えた。
朱治は丹陽の奥地にまだ帰服しない住民がいまだ多数いることと、老いて故郷が懐かしくなったことから、上奏し故鄣に軍を駐屯させ、不服従の民を討伐した。一年ほど滞在した後、呉郡に帰還したが、その間は故郷の古老や旧友達との交友を楽しんだという。
呉郡太守の地位にあること31年、黄武3年（224年）に69歳で死去した。
爵位は実子の朱才、孫の朱琬に受け継がれ、朱才は偏将軍、朱琬は鎮西将軍まで上った。朱才の弟の朱紀は孫策の娘を娶り、校尉に任命され兵を任された。朱治の実子は記録上4名いるが、朱紀の弟二名は早世している。また、朱才は朱然の子の朱績が潘濬の指揮下で、武陵蛮征伐に向かった時期に亡くなった。朱琬は陸抗の麾下で西陵の戦いに参戦した記録がある。

## 人物
孫権はいつも朱治が国家のために全力を尽くして働いていることを賛嘆していた。朱治は富貴を極めた身分となっても、奢ることなく倹約に徹した生活を送った。富貴な地位を占めることになったとはいえ、車馬や服飾は必要なものしか使わなかった。

## 逸聞
孫権は朱治をとても尊敬しており文句があっても言わなかった。そして朱治の功績に対しては賞賛の声を惜しまなかった。これを察した諸葛瑾は、孫権の前で自問自答を披露し、そのなかでさりげなく朱治を責め、また朱治の弁解を推量した。孫権は納得し笑って、「顔回の徳は人々の間に親密さをもたらしたが、あなたが今やられたようなことをいうのであろう」と言ったという。
孫権の仕官の際に推薦者を務めたことから、孫権は将軍位をいくつか経て、ついに呉王になったが、朱治が毎度参内した際、孫権みずからが出迎え、笏を執って互いに拝礼をかわし、宴会でも厚い待遇を与えて、配下の役人にも個人的な目通りを許したという。
朱治は若いころより征討に従事し、黄武2年（223年）、度重なる功績から安国将軍を拝命、孫権は朱治に一振りの刀を造り、銘文には「安国」とある。

## 三国志演義
小説『三国志演義』では、孫策が袁術の下で不遇を嘆いていた場面で登場し、元孫堅の部下だと名乗る。袁術の家臣という設定の呂範と共に、袁術から兵を借りる手立てを相談し、孫堅がかつて洛陽で発見し持ち帰った玉璽を質に、兵を借りる策略を思いつく。孫策が江東征服に成功したが、朱治は呉郡太守に任命された。赤壁の戦いでは呂範と共に、四方巡警使として六郡諸軍を統率させる。その後、登場しなくなる。